# Cabton
Cabton is een historisch Japans merk van motorfietsen. De bedrijfsnaam was Mizubo Mfg. Co. Ltd., Ohyama-Aza-Minami, Ohyama-Machi, Tanba Gun, Aichi Pref.
Cabton was een van de betere Japanse merken dat kopieën maakte van Britse motorfietsen met tweetaktmotoren van 123- tot 246 cc en kopklep-paralleltwins van 248- tot 648 cc.
De productie begon in 1954. Het laatst geproduceerde model was de Cabton RV, die in 1954 onder de naam 600 FXT was begonnen. De RV werd in 1958 gepresenteerd. In die jaren viel er eigenlijk niets meer te kopiëren omdat de Britse motorindustrie op haar retour was. Daarom beëindigde Cabton in 1961 de productie, in plaats van zelf motorfietsen te ontwikkelen zoals andere Japanse merken deden.